# PlayStation 4-rendszerszoftver
A PlayStation 4 rendszerszoftver a PlayStation 4 videójáték-konzol hivatalos, frissíthető firmware-e és operációs rendszere.
A PlayStation 4 az Orbis OS operációs rendszeren fut, ami a FreeBSD egyik ágán alapul. A PlayStation 4 felhasználó felülete a PlayStation Dynamic Menu, ami a XrossMediaBart váltotta.
A PlayStation 4 rendszerszoftverének jelenlegi legfrissebb kiadása a 12.50, mely 2025. március 25-én jelent meg.

## Verziótörténet

### 1-es verzió
| Verziószám Megjelenési dátum (UTC) Megjegyzések  | Változtatások |
| ------------------------------------------------ | --- |
| 1.70 2014. április 30.                           | Rendszer - A HDCP kikapcsolható, így közvetlenül a HDMI-porton keresztül is lehet videót/képet felvenni - Nagyfelbontású streamelés lehetősége - A Sharefactory elnevezésű videoszerkesztő hozzáadása - A Share-rel készített videók és képek USB-eszközökre mentésének lehetősége - A DualShock 4 kontroller fénycsíkjának elhalványításának lehetősége - A PlayStation Store-on előrendelt játékokat előre le lehet tölteni a gépre, így azok megjelenésekor egyből játszhatóak - PlayStation Vita TV távoli játék támogatása (csak Japánban) |
| 1.62 2014. március 18.                           | Rendszer - Bizonyos alkalmazások képminőségének javítása |
| 1.61 2014. február 18.                           | Rendszer - Javított rendszerstabilitás bizonyos rendszerszoftverek használata során |
| 1.60 2014. február 4.                            | Rendszer - Lemezkiadó/behelyező-ikon a képernyő jobb felső sarkában lemez ki/behelyezésekor - A rendszer mostantól sípol egyet a lemezkiadógomb megnyomásakor - Javított képminőség DVD lejátszás során - Bizonyos vezeték nélküli (CECHYA-0080 / CECHYA-0083 / CECHYA-0086) és sztereó (CECHYA-0088) headsetek támogatása - A PlayStation Camera elnémításának lehetősége |
| 1.52 2013. december 11.                          | Rendszer - Javított rendszerstabilitás |
| 1.51 2013. november 19.                          | Rendszer - Javított rendszerstabilitás - Finomítások a felhasználói felület kisebb elemein |
| 1.50 2013. november 15.                          | Rendszer - Remote Play - Második képernyő - Videó és képfelvételi funkciók - Játékvideó közvetítés - Játék letöltés közben - Több felhasználós bejelentkezés - [Party] (csoportos audiochat) - Arcfelismerés és hangparancsok a PlayStation Camerán keresztül - Zenelejátszás a háttérben - Online többjátékos játék a PlayStation Pluson keresztül - Blu-Ray disc és DVD támogatás |
| 1.06 NA Néhány játék, így a Knack is tartalmazza | Ismeretlen változtatások |
| 1.01 NA                                          | Eredeti kiadás |